# Quinto Mucio Scevola (console 220 a.C.)
Quinto Mucio Scevola  (in latino Quintus Mucius Scaevola; ... – 209 a.C.) è stato un politico e generale romano.

## Biografia
Fu pretore nel 215 a.C. sotto il consolato di Tiberio Sempronio Gracco e di Lucio Postumio Albino e gli fu affidato il comando della provincia della Sardegna . Anche se cadde malato, il suo comando fu prima prolungato di due anni  e poi ancora di uno ; oltre a questo niente degno di menzione del suo operato.
Quinto fu decemviro sacrorum e morì nel 209 a.C..